# Xvid

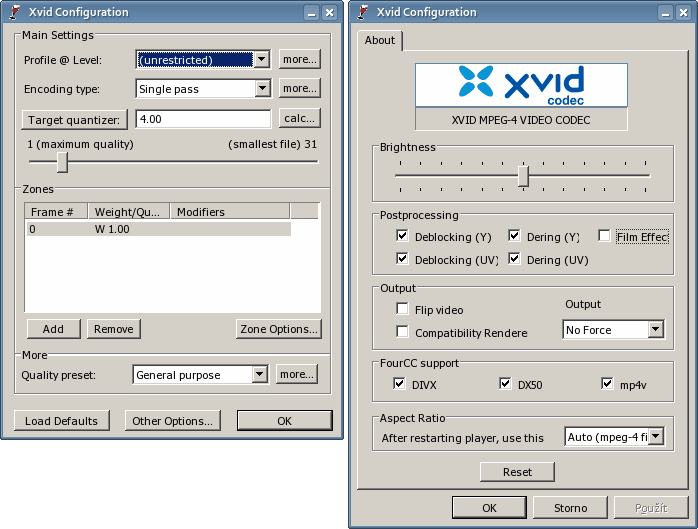
Konfigurační dialogy

Xvid (dříve XviD) je kodek formátu MPEG-4 Visual s otevřeným kódem původně založený na OpenDivX. Dobrovolní programátoři začali pracovat na Xvidu potom, co byl zdrojový kód OpenDivX v roce 2001 uzavřen.
Xvid implementuje vlastnosti profilu ASP (Advanced Simple Profile) formátu MPEG-4 Visual, jako jsou B-snímky, čtvrtpixelová pohybová kompenzace (Quarterpel, Qpel), globální kompenzace pohybu (GMC), lumi masking, mřížková (Trellis) kvantizace, kvantizační matice H.263, MPEG nebo vlastní, nastavitelné.
Hlavní konkurencí pro Xvid je DivX. Zatímco DivX je proprietární software, Xvid je open source a svobodný software a na rozdíl od kodeku DivX se dá používat na mnoha různých operačních systémech a platformách.

## Historie
V roce 1999 měl Microsoft zájem prorazit do slibných oblastí distribuce videa po síti a vypustil do světa tři kodeky založené na MPEG-4. Použití těchto kodeků bylo možné jen v úplně novém a s ničím neslučitelném formátu ASF. To se nesetkalo s přílišným úspěchem, a tak se kodek v3 stal předmětem zájmu hackerů. Po násilném zásahu se dal, pod názvem DivX ;-) 3, použít v AVI souborech. Nelegální DivX ;-) 3 se stal velmi populárním a dodnes má své příznivce. Tento kodek Microsoftu však nebyl kompatibilní se standardem MPEG-4. Microsoft pod tlakem okolností nakonec v3 uvolnil, ale už bylo pozdě.
V lednu 2001 odstartoval za účelem legalizace projekt OpenDivX, který si dal za cíl napsat zcela od začátku úplně nový, otevřený kodek kompatibilní s MPEG-4. Původci této snahy byli zmínění hackeři. Otevřenost ale nebyla dokonalá, protože nakládání se zdrojovými kódy bylo omezeno a zápis do CVS byl povolen jen vybraným lidem. Sparky, jeden z programátorů, do projektu přispěl novým kódovacím jádrem encore2, které bylo o hodně lepší než původní a někteří usoudili, že by se na tom dalo vydělat. Přetáhli Sparkyho, kód byl uzavřen, Encore2 bylo z CVS bez varování odstraněno a stalo se základem komerčního DivX 4. Tento postup rozezlil ostatní programátory, kteří byli názoru, že jejich práce byla zneužita. Použili všechny části kódu, které ještě měly vyhovující licenci a v projektu pokračovali. Následně byl všechen kód původního OpenDivX nahrazen a vznikl Xvid, který je pod veřejnou licencí GPL.

## Přehrávání
Kvůli patentovým problémům nenabízí oficiální stránka Xvid.org binární verze svého kodeku. Kodeky pro Video for Windows (a dekódovací filtry pro DirectShow) pro Microsoft Windows jsou však k dispozici na jiných stránkách. Pro uživatele Linuxu poskytují mnohé distribuce balíček Xvid pro kódování a přehrávače jako MPlayer a VLC. Nicméně, všechny tyto přehrávače používají jako výchozí dekodér FFmpeg MPEG-4 a tudíž nevyžadují (nebo ani nepodporují) dekódování kodekem Xvid.
Protože Xvid používá kompresi MPEG-4 Advanced Simple Profile (ASP), video jím kódované je MPEG-4 ASP video (nikoli „Xvid video”) a může tedy být dekódovano všemi dekodéry kompatibilními s MPEG-4 ASP. To zahrnuje i velkou řadu přehrávačů médií, zejména těch založených na svobodné knihovně libavcodec.
Soubory zakódované kodekem Xvid mohou být vypáleny na CD nebo DVD a přehrány v DivX kompatibilním DVD přehrávači. Protože však Xvid používá 3 „warp points“ ve své implementaci GMC, na rozdíl od jednoho u kodeku DivX, použití těchto pokročilých vlastností může způsobit nekompatibilitu s těmito přehrávači. Vyskytují se i nějaké problémy s výchozí kvantizační maticí použitou v nástrojích jako je AutoGK, které vytvářejí MPEG-4 video kodekem Xvid. Ty produkují video, které se v DivX kompatibilních přehrávačích přehrává nestabilně, s artefakty.

## Kódovací aplikace
V operačních systémech Windows lze kodekem Xvid kódovat v libovolné aplikaci, která podporuje kompresi videa přes rozhraní VfW (např. VirtualDub). Platformně nezávislé open-source programy jako MEncoder, Transcode či Avidemux pak využívají knihovnu Xvid přímo.

## Historie verzí
| verze | datum vydání       | změny |
| ----- | ------------------ | --- |
| 0.9.0 | 26. listopadu 2002 | první zveřejněné vydání; podpora I/P-snímků                                                              |
| 0.9.1 | 14. února 2003     | opravy chyb, zdrojové kódy lze zkompilovat na více platformách                                           |
| 0.9.2 | 4. srpna 2003      | opravy chyb                                                                                              |
| 1.0.0 | 16. května 2004    | opravy chyb, čtvrtpixelová přesnost                                                                      |
| 1.0.1 | 7. června 2004     | opravy chyb                                                                                              |
| 1.0.2 | 30. srpna 2004     | opravy chyb                                                                                              |
| 1.0.3 | 20. prosince 2004  | opravy chyb                                                                                              |
| 1.1.0 | 30. prosince 2005  | nové postprocessingové funkce, zrychlení, podpora GCC 4.0, vylepšena kvalita při nízkých datových tocích |
| 1.1.1 | 31. října 2006     | opravy chyb                                                                                              |
| 1.1.2 | 1. listopadu 2006  | opravy chyb                                                                                              |
| 1.1.3 | 28. června 2007    | opravy chyb                                                                                              |
| 1.2.0 | 30. listopadu 2008 | kompletní podpora 64bitových platforem, podpora komprese s využitím více vláken, optimalizace SSE3/SSE4  |
| 1.2.1 | 4. prosince 2008   | opravy chyb                                                                                              |
| 1.2.2 | 29. května 2009    | opravy chyb                                                                                              |
| 1.3.0 | 22. února 2011     | zlepšení využití více vláken při kompresi                                                                |
| 1.3.1 | 24. března 2011    | opravy chyb                                                                                              |
| 1.3.2 | 31. května 2011    | opravy chyb                                                                                              |
| 1.3.3 | 6. dubna 2014      | opravy chyb                                                                                              |
| 1.3.4 | 21. června 2015    | opravy chyb                                                                                              |
| 1.3.5 | 10. prosince 2017  | opravy chyb                                                                                              |
| 1.3.6 | 4. prosince 2019   | opravy chyb                                                                                              |
| 1.3.7 | 28. prosince 2019  | opravy chyb                                                                                              |